# Derek Austin
Derek Austin (11 d'agost de 1921-22 de maig de 2001), va ser un bibliotecari i autor britànic.

## Carrera
Entre 1963 i 1967, va ser editor de matèries de la British national bibliography. També va desenvolupar sistemes de catalogació digital innovadors i va crear el llenguatge d'indexació PRECIS l'any 1974, que va ser utilitzar a tot el món per la British cational bibliography. "El seu objectiu era crear un sistema d'indexació que pogués alliberar els indexadors de les restriccions de la "significança relativa" (articles principals)... Com a subproductes de les seves teories de la indexació va elaborar esborranys que a mitjans de la dècada de 1980 van ser acceptats com a estàndards britànics i internacionals per a l'avaluació de documents, i per establir tesaurus multilingües i monolingües". PRECIS va ser un exemple de l'aplicació de dispositius sintàctics a la indexació. Va ser reemplaçat a la British national bibliography per COMPASS al 1996, que al seu torn va acabar sent reemplaçat pel Library of Congress Subject Headings.
Des de 1974, Austin va ser el cap de la Subject System Office (Oficina del Sistema de Matèries) de la British Library.

## Premis
- 1976: Rep el Premi Ranganathan, per part de la FID/CR (Federació Internacional de Documentació. Comitè d'Investigació de Classificació) i del Documentation Research and Training Centre (Centre de Recerca i Formació en Documentació), situat a Bangalore.
- 1978: Rep la "Margaret Mann Citation", per part de l'American Library Association
- 1982: Rep el seu doctorat per part de la Universitat de Sheffield.

Austin va ser un "Supernumerary Fellow" (membre supernumerari) al Harris Manchester College de la Universitat d'Oxford. També va ser membre dels Royal Corps of Signals de l'exèrcit britànic entre 1941 i 1946.

## Obres publicades
- Austin, Derek (1975). "The Role of Indexing in Subject Retrieval". In Henderson, K.L. (ed.). Major classification systems: the Dewey Centennial. Papers presented at the 21st Allerton Park Institute. Urbana, II: Graduate School of Library Science. pp. 124-156. hdl:2142/1775. ISBN 0-87845-044-0. ISSN 0536-4604.
- Austin, Derek (gener 1974). PRECIS: A Manual of Concept Analysis and Subject Indexing. London: Council of the British National Bibliography. ISBN 978-0-900220-42-5.

## Crítiques de treballs d'Austin
- Richmond, Phyllis A. (Gener 1985). "Reviews: PRECIS: A Manual of Concept Analysis and Subject Indexing". The Library Quarterly. 55 (1): 92–3. doi:10.1086/601562.